# Laurien Poelemans
Laurien Poelemans (17 april 1994) is een Vlaamse actrice en werd bekend door haar rol van prinses Fleur in de film K3 en het ijsprinsesje.
Poelemans speelde nadien ook mee in de musical Pinokkio in 2006. Op televisie speelde ze al verschillende kleine rollen onder andere in Spring en Mega Mindy (Roofkapje). Haar eerste wat grotere televisierol kreeg ze met de rol van Julie Zanders in de jongerenserie Amika.